# De Natura Fossilium
De Natura Fossilium és un text científic escrit per Georg Bauer també conegut com Georgius Agricola, publicat per primera vegada l'any 1546. El llibre representa el primer intent científic de classificar minerals, roques i sediments des de la publicació de la Història natural de Plini. Aquest text, juntament amb les altres obres d'Agricola, incloent De Re Metallica, componen el primer enfocament "científic" integral de la mineralogia, la mineria i la ciència geològica.

## Traduccions
El llibre és de petit volum, es va convertir en la primera història peculiar de la mineria. En gran manera, l'autor es va basar en nombrosos testimonis d'autors antics.
- La traducció russa d'"O mestorozhdeniya i mines en l'antic i nou temps" es va publicar a l'editorial de Moscou "Nadra" el 1972.
- Hi ha una traducció a l'anglès feta per Mark Chance Bandy a partir de la 1a edició llatina de 1546.[2]